# Porthgain

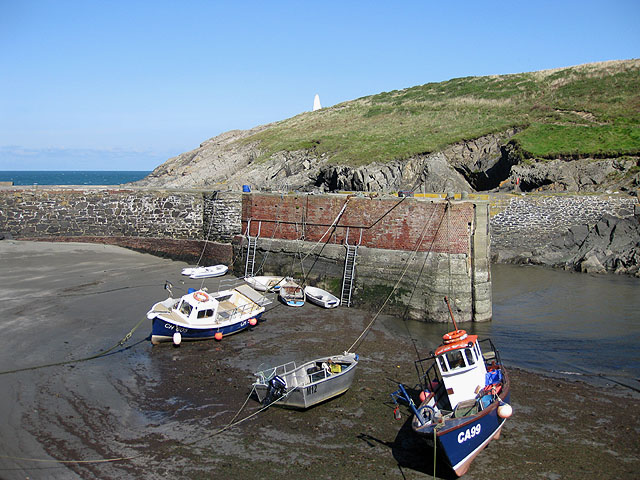
Il porticciolo di Porthgain

Porthgain (in gallese: Porth-gain) è un villaggio sul Mare Celtico (Oceano Atlantico) del Galles sud-occidentale, facente parte della contea del Pembrokeshire e compreso all'interno del Pembrokeshire Coast National Park. 
Tra la fine del XIX secolo e gli inizi del XX secolo, fu un'importante località mineraria e portuale per l'estrazione e il trasporto dell'ardesia.

## Geografia fisica

### Territorio
Porthgain si trova nell'estremità sud-orientale della costa settentrionale del Pembrokeshire, tra le località di Aberreiddy e Trefin (rispettivamente a nord-est della prima e a sud-ovest della seconda) , a circa 12 km a nord-est di St David's.

## Storia
Porthgain conobbe il suo periodo di massima prosperità a partire dalla metà del XIX secolo, grazie all'attività portuale che prevedeva il transito di navi cariche di ardesia.
Nel 1870, la località divenne popolare in tutto il Galles come centro di estrazione di questo materiale.
Lo sviluppo economico di Porthgain in questo settore conobbe però il proprio declino definitivo poco dopo la prima guerra mondiale e i magazzini furono così dismessi.
|  |

## Galleria d'immagini

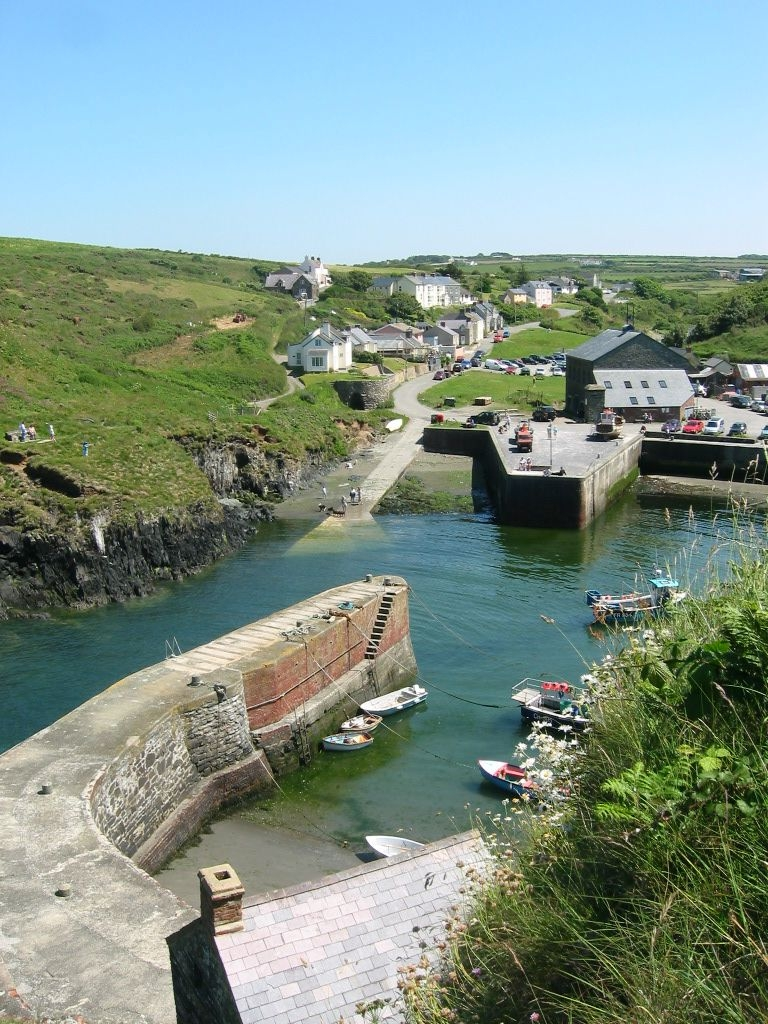
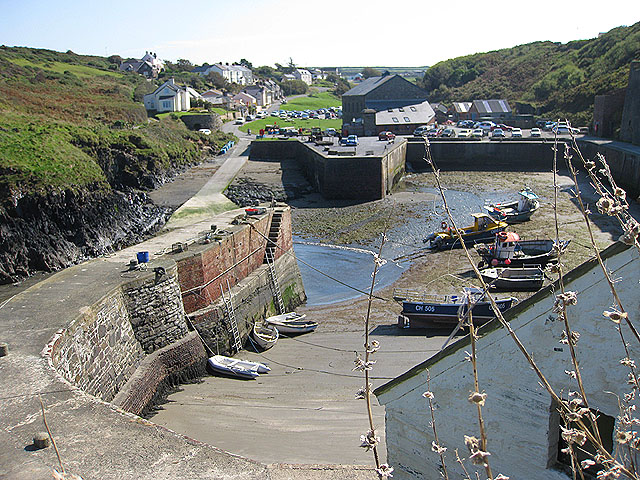
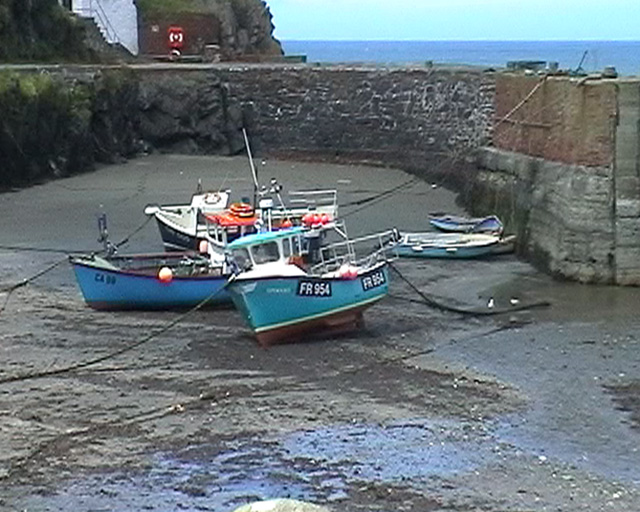
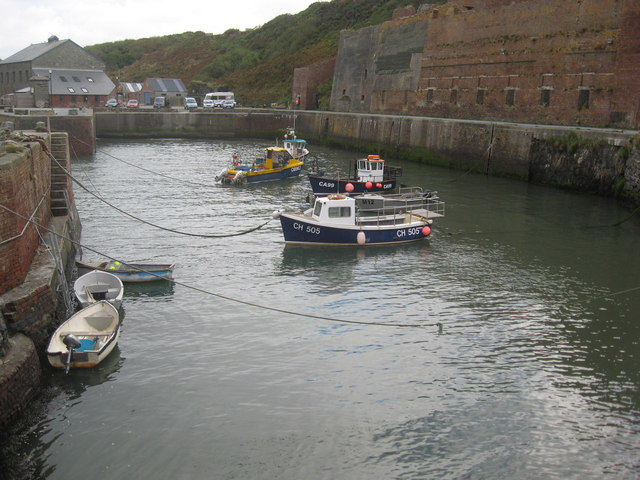

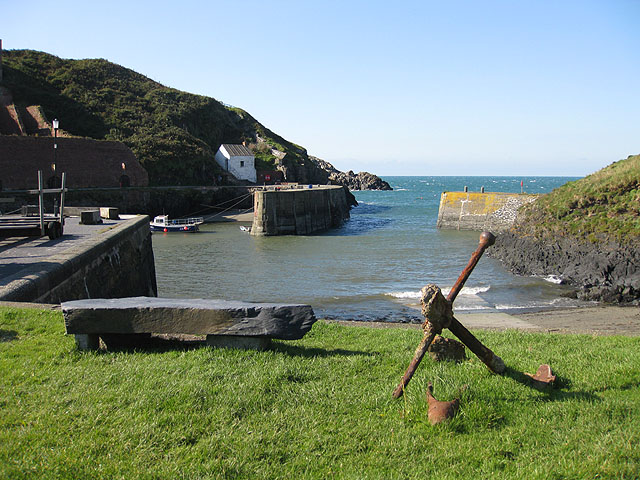
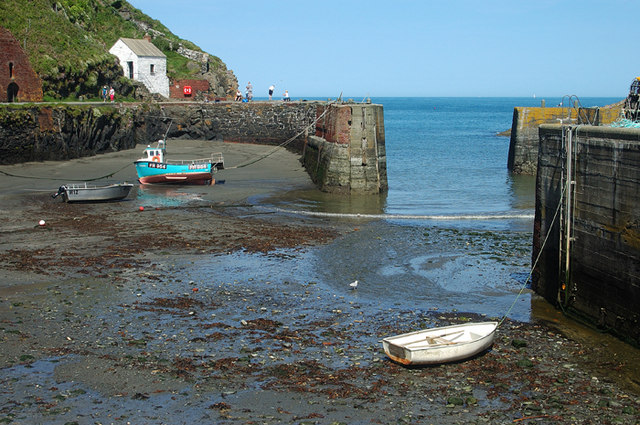
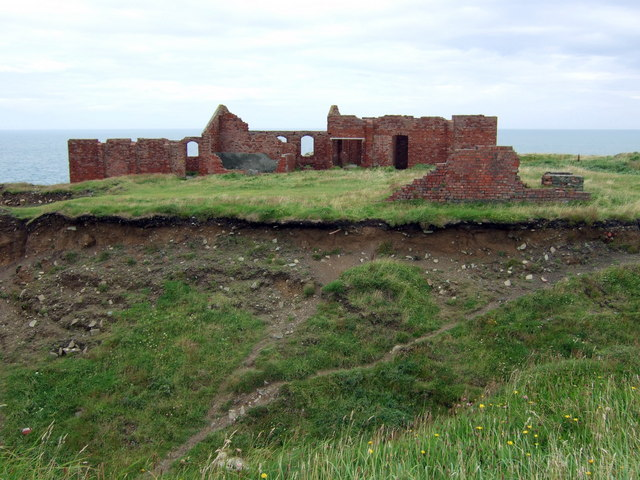
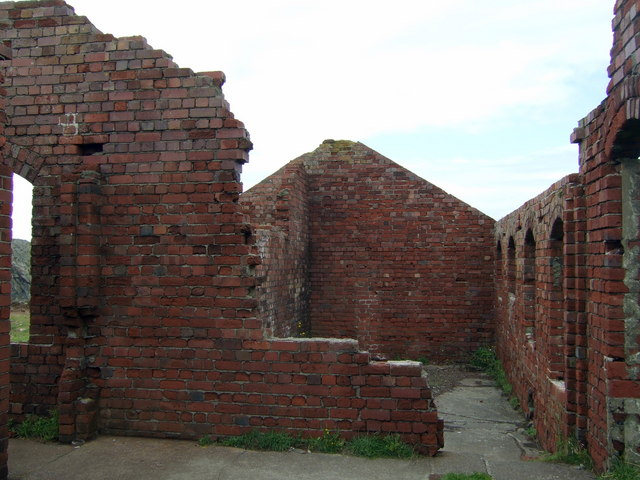